# Roberto Jacob
Roberto Elías Jacob Jure (Ovalle, 24 de noviembre de 1950) es un técnico agrícola y político chileno, exalcalde de La Serena. Concejal de la comuna de La Serena desde 2004 y electo alcalde de dicha comuna en 2012 hasta 2024 cuando fue destituido por notable abandono de deberes.

## Carrera política
Militante del Partido Radical Socialdemócrata (PRSD), fue elegido concejal por la comuna de La Serena en 2004 y reelecto en 2008 con la primera mayoría.
Representante del PRSD en las primarias de la Concertación de 2012 para alcalde de La Serena, realizadas el 1 de abril de 2012, siendo sorpresivamente vencedor y derrotando al alcalde en ejercicio Raúl Saldívar -representante del PS-, convirtiéndose así, en el candidato único de la Concertación y el Partido Comunista (PC) para dicha comuna.
En las elecciones municipales de 2012, fue finalmente electo alcalde de la La Serena con más del 67%; equivalentes a 31 968 votos válidamente emitidos. 
En octubre de 2024, el Tribunal Electoral de Coquimbo destituyó a Jacob como alcalde de La Serena por notable abandono de deberes debido a que, entre los años 2016 y 2020, el municipio de La Serena no pagó las cotizaciones previsionales y de salud del personal municipal y de los trabajadores dependientes de la Corporación Gabriel González Videla, generando una deuda superior a los trece mil millones de pesos según la Superintendencia de Educación y la Contraloría General de la República. Como consecuencia de ello, Jacob también quedó inhabilitado de ejercer cargos públicos durante cinco años.

## Historial electoral

### Elecciones municipales de 2000
- Elecciones municipales de 2000, para la alcaldía y concejo municipal de La Serena[4]

(Se consideran solo candidatos con sobre el 1% de los votos)
| Candidato                  | Pacto                                      | Partido | Votos  | %     | Resultado |
| -------------------------- | ------------------------------------------ | ------- | ------ | ----- | --------- |
| Adriana Peñafiel Villafañe | Alianza por Chile                          | RN      | 17 173 | 27,21 | Alcaldesa |
| Raúl Saldívar Auger        | Concertación de Partidos por la Democracia | PS      | 15 031 | 23,82 | Concejal  |
| Margarita Riveros Moreno   | Concertación de Partidos por la Democracia | PPD     | 12 407 | 19,66 | Concejal  |
| Yuri Olivares Olivares     | Concertación de Partidos por la Democracia | PDC     | 4099   | 6,49  | Concejal  |
| Raúl Melendes Cathalifaud  | Centro Centro                              | ILD     | 3680   | 5,83  |           |
| Roberto Jacob Jure         | Concertación de Partidos por la Democracia | PRSD    | 2403   | 3,81  |           |
| Mary Yorka Ortiz Reyes     | Alianza por Chile                          | RN      | 1937   | 3,07  | Concejal  |
| Luis Aguilera González     | La Izquierda                               | PC      | 1235   | 1,96  |           |
| Amador Muñoz Silva         | Concertación de Partidos por la Democracia | PS      | 1099   | 1,74  | Concejal  |
| Sonia Thenoux Astudillo    | Concertación de Partidos por la Democracia | PDC     | 845    | 1,34  | Concejal  |
| María Sepúlveda Rollan     | Alianza por Chile                          | UDI     | 708    | 1,12  |           |
| Cristian Zoffoli Guerra    | Alianza por Chile                          | RN      | 647    | 1,03  | Concejal  |

### Elecciones municipales de 2004
- Elecciones municipales de 2004, La Serena[5]

(Se consideran solo los candidatos con más del 3% de los votos)
| Candidato                     | Pacto                          | Partido | Votos | %     | Resultado |
| ----------------------------- | ------------------------------ | ------- | ----- | ----- | --------- |
| Floridor Pinto Cortés         | Alianza                        | UDI     | 9197  | 15,18 | Concejal  |
| Margarita Riveros Moreno      | Concertación por la Democracia | PPD     | 8201  | 13,54 | Concejal  |
| Yuri Olivares Olivares        | Concertación por la Democracia | PDC     | 6595  | 10,89 | Concejal  |
| Roberto Jacob Jure            | Concertación por la Democracia | PRSD    | 6410  | 10,58 | Concejal  |
| Mary Yorka Ortiz Reyes        | Alianza                        | RN      | 5620  | 9,28  | Concejal  |
| Lombardo Toledo Escorza       | Concertación por la Democracia | PDC     | 3532  | 5,83  | Concejal  |
| Jorge Hurtado Torrejón        | Alianza                        | RN      | 2710  | 4,47  | Concejal  |
| Georgette Schneider Fumeron   | Alianza                        | RN      | 2327  | 3,84  |           |
| Amador Muñoz Silva            | Concertación por la Democracia | PS      | 2242  | 3,70  | Concejal  |
| Christian Huaquimilla Manquel | Juntos Podemos                 | PC      | 2065  | 3,41  |           |

### Elecciones municipales de 2008
- Elecciones municipales de 2008, La Serena[6]

(Se consideran solo los candidatos con más del 1,40% de los votos)
| Candidato                         | Pacto                    | Partido | Votos | %     | Resultado |
| --------------------------------- | ------------------------ | ------- | ----- | ----- | --------- |
| Roberto Jacob Jure                | Concertación Progresista | PRSD    | 7296  | 12,30 | Concejal  |
| Margarita Riveros Moreno          | Concertación Progresista | PPD     | 6871  | 11,58 | Concejal  |
| Jorge Hurtado Torrejón            | Alianza                  | RN      | 4693  | 7,91  | Concejal  |
| María Cristina Concha Wagenknecht | Alianza                  | RN      | 4063  | 6,85  | Concejal  |
| Lombardo Toledo Escorza           | Concertación Democrática | PDC     | 4028  | 6,79  | Concejal  |
| Mauricio Ibacache Velásquez       | Alianza                  | UDI     | 2643  | 4,45  | Concejal  |
| Robinson Hernández Rojas          | Concertación Democrática | PS      | 2544  | 4,29  | Concejal  |
| Fernando Sermeño Vera             | Concertación Democrática | PDC     | 2516  | 4,24  |           |
| Sergio Aguilera Guerra            | Alianza                  | ILE     | 2511  | 4,23  |           |
| Eugenia Cifuentes Lillo           | Concertación Democrática | PDC     | 2506  | 4,22  |           |
| Pablo Yáñez Pizarro               | Concertación Democrática | ILC     | 1358  | 2,29  |           |
| Carmen Eskuche Goldberg           | Alianza                  | RN      | 1326  | 2,24  |           |
| Leonardo Gros Pérez               | Concertación Democrática | PS      | 1300  | 2,19  |           |
| Jorge Salamanca Rivera            | Concertación Democrática | PS      | 1277  | 2,15  |           |
| Paulina Zepeda Tobar              | Alianza                  | UDI     | 1209  | 2,04  |           |
| María Gabriela Palma Cortés       | Por un Chile Limpio      | ILA     | 1169  | 1,97  |           |
| Rosa Olivares Vargas              | Juntos Podemos Más       | PC      | 1117  | 1,88  |           |
| Jorge González Vélez              | Juntos Podemos Más       | PC      | 936   | 1,58  |           |
| Mariano Salvador Oñate Parra      | Alianza                  | RN      | 918   | 1,55  |           |
| Andrés Robledo Ramírez            | Concertación Progresista | ILF     | 874   | 1,47  | Concejal  |
| Pablo Alcayaga Tapia              | Concertación Democrática | PS      | 867   | 1,46  |           |
| Raúl Gutiérrez Areyuna            | Concertación Progresista | PPD     | 831   | 1,40  |           |

### Elecciones primarias para alcaldes de 2012
- Primarias municipales de la Concertación de 2012 para candidato a alcalde de La Serena

| Candidato           | Partido | Votos | %     | Resultado           |
| ------------------- | ------- | ----- | ----- | ------------------- |
| Roberto Jacob Jure  | PRSD    | 4012  | 54,19 | Candidato a alcalde |
| Raúl Saldívar Auger | PS      | 3392  | 45,81 |                     |

### Elecciones municipales de 2012
- Elecciones municipales de 2012 para la alcaldía de la comuna de La Serena[7]

| Candidato                     | Pacto                           | Partido | Votos  | %     | Resultado |
| ----------------------------- | ------------------------------- | ------- | ------ | ----- | --------- |
| Roberto Jacob Jure            | Por un Chile justo              | PRSD    | 31 968 | 67,58 | Alcalde   |
| Marcelo Castagneto Arancibia  | Coalición                       | RN      | 9787   | 20,80 |           |
| Luciano Esquivel Galleguillos | Independientes (Fuera de pacto) | IND     | 2877   | 6,11  |           |
| Pedro Bello Roa               | Independientes (Fuera de pacto) | IND     | 2400   | 5,10  |           |

### Elecciones municipales de 2016
- Elecciones municipales de 2016 para la alcaldía de la comuna de La Serena

| Candidato                     | Pacto                   | Partido                 | Votos  | %     | Resultado       |
| ----------------------------- | ----------------------- | ----------------------- | ------ | ----- | --------------- |
| Roberto Jacob Jure            | Nueva Mayoría           | PRSD                    | 21.900 | 58.4  | Alcalde         |
| Yuri Olivares Olivares        | Chile Vamos             | IND                     | 6.061  | 16.2  |                 |
| Hanne Utreras Peyrin          | Norte Verde             | FRNV                    | 3.842  | 10.3  |                 |
| Alex Garrido Tapia            | Cambiemos la Historia   | RD                      | 2.595  | 6.9   |                 |
| Nicolás Jarufe Giadalah       | Chile Quiere Amplitud   | AMP                     | 1.387  | 3.7   |                 |
| Luciano Esquivel Galleguillos | Independiente           | IND                     | 1.073  | 2.9   |                 |
| Luis Vega González            | Pueblo Unido            | FP                      | 615    | 1.6   |                 |
| Participación electoral       | Participación electoral | Participación electoral | 39.189 | 100.0 | Abstención: 75% |
| Fuente: Emol                  |                         |                         |        |       |                 |

### Elecciones municipales de 2021
- Elecciones municipales de 2021, para la alcaldía de La Serena[9]

| Candidato                    | Pacto                 | Partido | Votos  | %     | Resultado |
| ---------------------------- | --------------------- | ------- | ------ | ----- | --------- |
| Roberto Jacob Juré           | Unidad por el Apruebo | PR      | 23.721 | 34,43 | Alcalde   |
| Víctor Hugo Castañeda Vargas | Chile Vamos           | Ind.    | 15.213 | 22,08 |           |
| Juan Carlos Thenoux Ciudad   | Independiente         | Ind.    | 12.050 | 17,49 |           |
| Álex Garrido Tapia           | Frente Amplio         | Com.    | 11.767 | 17,08 |           |
| Claudio Piña Novoa           | Independiente         | Ind.    | 6.149  | 8,92  |           |